# Quincy Owusu-Abeyie
Quincy Owuso-Abeyie (* 15. April 1986 in Amsterdam, Niederlande) ist ein ehemaliger ghanaisch-niederländischer Fußballspieler auf der Position eines Stürmers.

## Karriere

### Verein
Seine Eltern stammen aus Ghana, geboren wurde er jedoch in Amsterdam, weshalb er die doppelte Staatsbürgerschaft besitzt. Zunächst spielte er in der Talentschmiede von Ajax Amsterdam, von wo er den Sprung zum FC Arsenal und somit in die Premier League schaffte. Dort konnte er sich jedoch nicht wirklich durchsetzen. Im Jahre 2006 zog es ihn zum russischen Erstliga-Klub Spartak Moskau. Nach nur einem Jahr war er an Celta Vigo in die zweitklassige spanische Segunda División ausgeliehen, wo er sich auf hohem Niveau weiterentwickeln sollte. Ab der Saison 2008/09 folgte mit dem englischen Erstligaabsteiger Birmingham City die zweite Ausleihstation in Folge. Danach absolvierte er ein Probetraining bei Tottenham Hotspur, ehe am 31. Januar 2009 weiter zu Cardiff City verliehen wurde. Am 27. Januar 2010 wurde er für den Rest der Saison an den FC Portsmouth ausgeliehen.
Im Sommer 2010 unterschrieb Owusu-Abeyie einen Dreijahresvertrag beim katarischen Klub Al-Sadd, wurde für die Saison 2010/11 aber zunächst an den FC Málaga verliehen.
Nach mehreren weiteren Stationen zog sich Quincy 2020 im Alter von 30 Jahren aus dem Fußballgeschäft zurück, um eine neue Karriere als Rapper zu beginnen. Er ließ sich bald darauf allerdings als Amateurfußballer registrieren.

### Nationalmannschaft
Da er einen niederländischen Pass besitzt, spielte Quincy Owusu bis 2006 in der U-21 der Niederlande, bat jedoch im darauffolgenden Jahr die FIFA, ihm Einsätze für die A-Nationalelf des Heimatlandes seiner Eltern zu ermöglichen, was ihm auch unmittelbar vor der Fußball-Afrikameisterschaft 2008 gestattet wurde, bei der er in das Aufgebot Ghanas berufen wurde.